# Trattato Mallarino-Bidlack
Il trattato Mallarino-Bidlack è un trattato firmato il 12 dicembre del 1846 tra Nueva Granada (l'attuale Colombia) e gli Stati Uniti d'America. Chiamato ufficialmente Tratado de Paz, Amistad, Navegación y Comercio, fu essenzialmente un trattato di scambio commerciale tra i due paesi. Risultò essere la prima azione giuridica con la quale gli Stati Uniti d'America intervenivano economicamente nel istmo di Panama, all'epoca parte della Nueva Granada.

## Storia
In seguito alla disintegrazione della Grande Colombia del 1830, il dipartimento di Panamá aveva tentato la via separatista nello stesso anno, nel 1831 e tra il 1840 e il 1841 in cui si era stabilito come stato indipendente. In questo breve periodo di indipendenza il Segretario delle Relazioni Estere di Panama, Mariano Arosemenal, sostenne l'utilità di richiedere che Inghilterra, Stati Uniti e Francia proteggessero l'integrità e la neutralità dell'istmo.
Quando l'istmo di Panamá ritornò sotto il controllo di Nueva Granada, le autorità contemplarono l'idea di proporre a questi Paesi la garanzia per cui Nueva Granada potesse mantenere il controllo dell'istmo.
Con questo proposito, il ministro degli Esteri di Nueva Granada, Manuel María Mallarino fece consegnare un documento confidenziale del proprio governo all'incaricato statunitense, Benjamin Bidlack, in cui il governo neogranadino avvertiva gli Stati Uniti del pericolo che significava le ambizioni del Regno Unito di controllare "i punti commerciali più interessanti del continente americano". Nueva Granada sollecitava gli Stati Uniti a garantire il possesso, la sovranità e la neutralità dell'istmo di Panamá e offriva in cambio vantaggi per il passaggio attraverso l'istmo delle sue merci e passeggeri, etc.
Così venne firmato il trattato di Pace il 12 dicembre del 1846; ma fu svantaggioso per Panamá, specialmente all'artícolo 35, in cui gli Stati Uniti promettevano di garantire la neutralità dell'istmo e il libero transito verso gli oceani, dandosi in questo modo il diritto all'intervento a Panamá.

## Riassunto del trattato
Alcuni punti fondamentali dell'articolo 35 sono i seguenti:
- I cittadini, le navi e le merci degli Stati Uniti godranno nel porto di Nueva Granada, incluso nell'istmo di Panamá di tutte le garanzie, privilegi e immunità, in relazione al commercio e alla navigazione; e che questa identità di favori si estenderà ai passeggeri, alla corrispondenza e alle merci degli Stati Uniti che transiteranno per quel territorio.
- Il governo di Nueva Granada garantisce al governo degli Stati Uniti il diritto di transito attraverso l'istmo, per qualunque mezzo di comunicazione, esistente e da venire, assicurandone la libertà, per i cittadini, per i prodotti di manifattura e le mercanzie.
- Non si imporranno né riceveranno i cittadini statunitensi, né le loro mercanzie, altri dazi sul territorio e sul canale di Panama, esclusi i medesimi imposti ai neogranadini.
- Gli Stati Uniti garantiscono a Nueva Granada, la perfetta neutralità dell'istmo di Panamá, in modo da assicurare che, finché esisterà questo trattato, non verrà interrotto il libero transito dall'uno all'altro mare.
- Gli Stati Uniti garantiscono allo stesso modo, i diritti di sovranità e la proprietà di Nueva Grenada su questo territorio.

Con questo trattato iniziano formalmente le relazioni económiche, sociali, polítiche fra Stati Uniti e Panamá, e porta come conseguenza un ritardo della separazione dell'istmo da parte dei movimenti per l'emancipazione durante la seconda metà del XIX secolo.